# Seznam internetových domén nejvyššího řádu
Seznam Internetových domén nejvyššího řádu.
Tabulka níže přináší přehled:
- Generických TLD (generic TLD, gTLD) sdružující obecné domény (např. org pro neziskové organizace), nespojené s jedním konkrétním státem (až na výjimku TLD mil a gov, které jsou z historických důvodů vyhrazeny pro vojenské, resp. vládní počítačové sítě v USA).

- Národní TLD (country-code TLD, ccTLD) sdružující domény jednoho státu. Jejich název je dvoupísmenný, až na výjimky odpovídající kódu země podle ISO 3166-1.

| gTLD    | Entita (anglicky)                         | Poznámky |
| ------- | ----------------------------------------- | --- |
| .aero   | air-transport industry                    | .aero koncovka je pouze pro různé společnosti letecké přepravy. |
| .asia   | Asie-Pacific region                       | .asia je vyhrazena pro domény v regionu Asie a Pacifiku (zahrnuje také Austrálii). |
| .biz    | business                                  | Toto je otevřená TL doména; každá osoba či entita se může zaregistrovat. |
| .cam    | Entertaintment                            | |
| .cat    | catalan                                   | .cat koncovka je pro internetové stránky v katalánštině nebo věnované katalánské kultuře. |
| .com    | commercial                                | Toto je otevřená TL doména; každá osoba či entita se může zaregistrovat. |
| .coop   | cooperatives                              | |
| .edu    | educational                               | .edu koncovka je pouze pro střední školy a univerzity v USA. |
| .gov    | U.S. government                           | .gov koncovka je pouze pro vládu Spojených států amerických a přidružené organizace. |
| .info   | information                               | Toto je otevřená TL doména; každá osoba či entita se může zaregistrovat. |
| .int    | international organizations               | .int koncovka je vyhrazena pouze pro organizace v širším slova smyslu. |
| .jobs   | companies                                 | .jobs koncovka je vyhrazena pro zveřejňování pracovních nabídek konkrétních zavedených společností (nyní je zakázáno publikovat nabídky třetích stran, tj. neslouží pracovním agenturám).                                        |
| .mil    | United States Military                    | .mil koncovka je vyhrazena armádě Spojených států amerických. |
| .mobi   | mobile devices                            | .mobi koncovka je pouze pro domény s mobilním obsahem odpovídajícím standardům. |
| .museum | museums                                   | .museum koncovka je vyhrazena muzeím, jejich asociacím a jednotlivým profesionálům v oboru. |
| .name   | individuals, by name                      | |
| .net    | network                                   | Toto je otevřená TL doména; každá osoba či entita se může zaregistrovat. |
| .org    | organization                              | Toto je otevřená TL doména; každá osoba či entita se může zaregistrovat. |
| .pro    | professions                               | .pro koncovka je vyhrazena pro specialisty (licensed doctors, attorneys, and certified public accountants only. A professional seeking to register a .pro domain must provide their registrar with the appropriate credentials.) |
| .tel    | Internet communication services           | |
| .travel | travel and travel-agency related sites    | |
| .xxx    | adult entertainment                       | Pro erotický a pornografický obsah |
| ccTLD   | Země                                      | Poznámky |
| .ac     | Ascension                                 | |
| .ad     | Andorra                                   | |
| .ae     | Spojené arabské emiráty                   | |
| .af     | Afghánistán                               | |
| .ag     | Antigua a Barbuda                         | |
| .ai     | Anguilla                                  | |
| .al     | Albánie                                   | |
| .am     | Arménie                                   | |
| .ՀԱՅ    | Arménie                                   | |
| .an     | nepřidělená státu                         | Bývalá doména pro Nizozemské Antily do prosince 2010 |
| .ao     | Angola                                    | |
| .aq     | Antarktida                                | Vše od 60° jižní šířky. |
| .ar     | Argentina                                 | |
| .as     | Americká Samoa                            | |
| .at     | Rakousko                                  | |
| .au     | Austrálie                                 | Včetně území ostrovů Ashmorových a Cartierova. |
| .aw     | Aruba                                     | |
| .ax     | Alandy                                    | |
| .az     | Ázerbájdžán                               | |
| .ba     | Bosna a Hercegovina                       | |
| .bb     | Barbados                                  | |
| .bd     | Bangladéš                                 | |
| .বাংলা     | Bangladéš                                 | |
| .be     | Belgie                                    | |
| .bf     | Burkina Faso                              | |
| .bg     | Bulharsko                                 | |
| .БГ     | Bulharsko                                 | |
| .bh     | Bahrajn                                   | |
| .bi     | Burundi                                   | |
| .bj     | Benin                                     | |
| .bl     | nepřiřazená státu                         | |
| .bm     | Bermudy                                   | |
| .bn     | Brunej                                    | |
| .bo     | Bolívie                                   | |
| .br     | Brazílie                                  | |
| .bs     | Bahamy                                    | |
| .bt     | Bhútán                                    | |
| .bq     | nepřiřazená státu                         | |
| .bv     | Bouvetův ostrov                           | nepoužíváno |
| .bw     | Botswana                                  | |
| .by     | Bělorusko                                 | |
| .бел    | Bělorusko                                 | |
| .bz     | Belize                                    | |
| .ca     | Kanada                                    | |
| .cc     | Kokosové ostrovy                          | |
| .cd     | Demokratická republika Kongo              | Dříve Zair. |
| .cf     | Středoafrická republika                   | |
| .cg     | Kongo                                     | |
| .ch     | Švýcarsko                                 | |
| .ci     | Pobřeží slonoviny                         | Côte d'Ivoire |
| .ck     | Cookovy ostrovy                           | |
| .cl     | Chile                                     | |
| .cm     | Kamerun                                   | |
| .cn     | Čína                                      | |
| .广东   | Čína                                      | |
| .中国   | Čína                                      | |
| .中國   | Čína                                      | |
| .co     | Kolumbie                                  | |
| .cr     | Kostarika                                 | |
| .cs     | Zrušená doména                            | Doména bývalého Československa, od roku 2003 doména pro Srbsko a Černou Horu, nyní zrušená |
| .cu     | Kuba                                      | |
| .cv     | Kapverdy                                  | |
| .cw     | Curaçao                                   | |
| .cx     | Vánoční ostrov                            | |
| .cy     | Kypr                                      | |
| .cz     | Česko                                     | |
| .de     | Německo                                   | |
| .dj     | Džibutsko                                 | |
| .dk     | Dánsko                                    | |
| .dm     | Dominika                                  | |
| .do     | Dominikánská republika                    | |
| .dz     | Alžírsko                                  | |
| .ec     | Ekvádor                                   | |
| .ee     | Estonsko                                  | |
| .eg     | Egypt                                     | |
| .مصر    | Egypt                                     | |
| .eh     | Nepřiřazena státu                         | Původně určena pro Západní Saharu |
| .er     | Eritrea                                   | |
| .es     | Španělsko                                 | |
| .et     | Etiopie                                   | |
| .eu     | Evropská unie                             | |
| .fi     | Finsko                                    | |
| .fj     | Fidži                                     | |
| .fk     | Falklandy                                 | |
| .fm     | Mikronésie                                | |
| .fo     | Faerské ostrovy                           | |
| .fr     | Francie                                   | |
| .ga     | Gabon                                     | |
| .gb     | Velká Británie                            | Zřídka používáno; hlavní doména je .uk. |
| .gd     | Grenada                                   | |
| .ge     | Gruzie                                    | |
| .ᲒᲔ     | Gruzie                                    | |
| .gf     | Francouzská Guyana                        | |
| .gg     | Guernsey                                  | |
| .gh     | Ghana                                     | |
| .gi     | Gibraltar                                 | |
| .gl     | Grónsko                                   | |
| .gm     | Gambie                                    | |
| .gn     | Guinea                                    | |
| .gp     | Guadeloupe                                | |
| .gq     | Rovníková Guinea                          | |
| .gr     | Řecko                                     | |
| .ΕΛ     | Řecko                                     | |
| .gs     | Jižní Georgie a Jižní Sandwichovy ostrovy | |
| .gt     | Guatemala                                 | |
| .gu     | Guam                                      | |
| .gw     | Guinea-Bissau                             | |
| .gy     | Guyana                                    | |
| .hk     | Hongkong                                  | |
| .香港   | Hongkong                                  | |
| .hm     | Heardův ostrov a McDonaldovy ostrovy      | |
| .hn     | Honduras                                  | |
| .hr     | Chorvatsko                                | |
| .ht     | Haiti                                     | |
| .hu     | Maďarsko                                  | |
| .id     | Indonésie                                 | |
| .ie     | Irsko                                     | |
| .il     | Izrael                                    | |
| .ישראל  | Izrael                                    | |
| .im     | Ostrov Man                                | |
| .in     | Indie                                     | |
| .இந்தியா   | Indie                                     | |
| .ਭਾਰਤ    | Indie                                     | |
| .ഭാരതം    | Indie                                     | |
| .ಭಾರತ    | Indie                                     | |
| .ଭାରତ    | Indie                                     | |
| .ভাৰত    | Indie                                     | |
| .io     | Britské indickooceánské území             | |
| .iq     | Irák                                      | |
| .ir     | Írán                                      | |
| .is     | Island                                    | |
| .it     | Itálie                                    | |
| .je     | Jersey                                    | |
| .jm     | Jamajka                                   | |
| .jo     | Jordánsko                                 | |
| .jp     | Japonsko                                  | |
| .ke     | Keňa                                      | |
| .kg     | Kyrgyzstán                                | |
| .kh     | Kambodža                                  | |
| .ki     | Kiribati                                  | |
| .km     | Komory                                    | |
| .kn     | Svatý Kryštof a Nevis                     | |
| .kp     | Severní Korea                             | |
| .kr     | Jižní Korea                               | |
| .한국   | Jižní Korea                               | |
| .kw     | Kuvajt                                    | |
| .ky     | Kajmanské ostrovy                         | |
| .kz     | Kazachstán                                | |
| .ҚАЗ    | Kazachstán                                | |
| .la     | Laos                                      | |
| .ລາວ    | Laos                                      | |
| .lb     | Libanon                                   | |
| .lc     | Svatá Lucie                               | |
| .li     | Lichtenštejnsko                           | |
| .lk     | Srí Lanka                                 | |
| .இலங்கை   | Srí Lanka                                 | |
| .lr     | Libérie                                   | |
| .ls     | Lesotho                                   | |
| .lt     | Litva                                     | |
| .lu     | Lucembursko                               | |
| .lv     | Lotyšsko                                  | |
| .ly     | Libye                                     | |
| .ma     | Maroko                                    | |
| .mc     | Monako                                    | |
| .md     | Moldavsko                                 | |
| .me     | Černá Hora                                | |
| .mf     | nepřiřazená státu                         | |
| .mg     | Madagaskar                                | |
| .mh     | Marshallovy ostrovy                       | |
| .mk     | Severní Makedonie                         | |
| .ml     | Mali                                      | |
| .mm     | Myanmar                                   | |
| .mn     | Mongolsko                                 | |
| .мон    | Mongolsko                                 | |
| .mo     | Macao                                     | |
| .澳門   | Macao                                     | |
| .mp     | Severní Mariany                           | |
| .mq     | Martinik                                  | |
| .mr     | Mauritánie                                | |
| .ms     | Montserrat                                | |
| .mt     | Malta                                     | |
| .mu     | Mauricius                                 | |
| .mv     | Maledivy                                  | |
| .mw     | Malawi                                    | |
| .mx     | Mexiko                                    | |
| .my     | Malajsie                                  | |
| .مليسيا | Malajsie                                  | |
| .mz     | Mosambik                                  | |
| .na     | Namibie                                   | |
| .nc     | Nová Kaledonie                            | |
| .ne     | Niger                                     | |
| .nf     | Norfolk                                   | |
| .ng     | Nigérie                                   | |
| .ni     | Nikaragua                                 | |
| .nl     | Nizozemsko                                | |
| .no     | Norsko                                    | |
| .np     | Nepál                                     | |
| .nr     | Nauru                                     | |
| .nu     | Niue                                      | |
| .nz     | Nový Zéland                               | |
| .om     | Omán                                      | |
| .pa     | Panama                                    | |
| .pe     | Peru                                      | |
| .pf     | Francouzská Polynésie                     | Včetně Clippertonova ostrova. |
| .pg     | Papua Nová Guinea                         | |
| .ph     | Filipíny                                  | |
| .pk     | Pákistán                                  | |
| .pl     | Polsko                                    | |
| .pm     | Saint Pierre a Miquelon                   | |
| .pn     | Pitcairnovy ostrovy                       | |
| .pr     | Portoriko                                 | |
| .ps     | Palestina                                 | Západní břeh Jordánu a Pásmo Gazy. |
| .pt     | Portugalsko                               | |
| .pw     | Palau                                     | |
| .py     | Paraguay                                  | |
| .qa     | Katar                                     | |
| .قطر    | Katar                                     | |
| .re     | Réunion                                   | |
| .ro     | Rumunsko                                  | |
| .rs     | Srbsko                                    | |
| .СРБ    | Srbsko                                    | |
| .ru     | Rusko                                     | Dále se používá .рф a .su |
| .rw     | Rwanda                                    | |
| .sa     | Saúdská Arábie                            | |
| .sb     | Šalomounovy ostrovy                       | |
| .sc     | Seychely                                  | |
| .sd     | Súdán                                     | |
| .se     | Švédsko                                   | |
| .sg     | Singapur                                  | |
| .新加坡 | Singapur                                  | |
| .சிங்கப்பூர் | Singapur                                  | |
| .sh     | Svatá Helena                              | |
| .si     | Slovinsko                                 | |
| .sj     | Svalbard                                  | Včetně ostrova Jan Mayen; nepoužíváno. |
| .sk     | Slovensko                                 | |
| .sl     | Sierra Leone                              | |
| .sm     | San Marino                                | |
| .sn     | Senegal                                   | |
| .so     | Somálsko                                  | |
| .sr     | Surinam                                   | |
| .ss     | Jižní Súdán                               | |
| .st     | Svatý Tomáš a Princův ostrov              | |
| .su     | někdejší Sovětský svaz                    | stále používána |
| .sv     | Salvador                                  | |
| .sx     | Svatý Martin                              | |
| .sy     | Sýrie                                     | |
| .سورية  | Sýrie                                     | |
| .sz     | Svazijsko                                 | |
| .tc     | Turks a Caicos                            | |
| .td     | Čad                                       | |
| .tf     | Francouzská jižní a antarktická území     | |
| .tg     | Togo                                      | |
| .th     | Thajsko                                   | |
| .ไทย    | Thajsko                                   | |
| .tj     | Tádžikistán                               | |
| .tk     | Tokelau                                   | |
| .tl     | Východní Timor                            | používá se místo staré domény .tp |
| .tm     | Turkmenistán                              | |
| .tn     | Tunisko                                   | |
| .تونس   | Tunisko                                   | |
| .to     | Tonga                                     | |
| .tp     | Východní Timor                            | změněno na .tl; stále používána |
| .tr     | Turecko                                   | |
| .tt     | Trinidad a Tobago                         | |
| .tv     | Tuvalu                                    | |
| .tw     | Tchaj-wan                                 | |
| .tz     | Tanzanie                                  | |
| .ua     | Ukrajina                                  | |
| .УКР    | Ukrajina                                  | |
| .ug     | Uganda                                    | |
| .uk     | Spojené království                        | |
| .um     | nepřiřazená státu                         | |
| .us     | USA                                       | |
| .uy     | Uruguay                                   | |
| .uz     | Uzbekistán                                | |
| .va     | Vatikán                                   | |
| .vc     | Svatý Vincenc a Grenadiny                 | |
| .ve     | Venezuela                                 | |
| .vg     | Britské Panenské ostrovy                  | |
| .vi     | Americké Panenské ostrovy                 | |
| .vn     | Vietnam                                   | |
| .vu     | Vanuatu                                   | |
| .wf     | Wallis a Futuna                           | |
| .ws     | Samoa                                     | |
| .ye     | Jemen                                     | |
| .yt     | Mayotte                                   | Mahoré |
| .yu     | Jugoslávie                                | Používaná před zavedením domény .cs v Srbsku a Černé Hoře. |
| .za     | Jihoafrická republika                     | |
| .zm     | Zambie                                    | |
| .zw     | Zimbabwe                                  | |